# Manuel Duran i Gili
Manuel Duran i Gili (Barcelona, España, 28 de marzo de 1925 - New Haven, Estados Unidos, 17 de abril de 2020) fue un poeta y profesor catalán exiliado en México y los Estados Unidos.
Manuel Durán fue hijo del fiscal general de Cataluña durante la Segunda República Española. En 1939, a los 14 años, se exilió en Francia y tres años después (1942) pasó a México, donde se licenció en Letras y Derecho en la Universidad Nacional Autónoma de México. Trabajó como intérprete para las Naciones Unidas y vivió un temporada en París con una beca, completando sus estudios en la Sorbona. Después se mudó a vivir a los Estados Unidos. 
En 1953 consiguió su doctorado en la Universidad de Princeton con una tesis sobre Américo Castro. De ahí trabajó siete años como profesor en Smith College. En 1960 comenzó a trabajar en la Universidad Yale, donde obtuvo la cátedra. Tras 36 años de esta universidad, se jubiló en 1996.
Fue un gran especialista en la cultura hispánica. Llevó a cabo sus análisis tanto en catalán como en español. Publicó varios estudios sobre Federico García Lorca, Don Quijote, Francisco de Quevedo, Luis de León, el surrealismo y José Ortega y Gasset. Dentro de la literatura catalana, se dedicó especialmente a la obra de Ramon Llull y de Pere Calders.  De la literatura latinoamericana, se enfocó en la producción de autores como Octavio Paz, Carlos Fuentes y Pablo Neruda.  En total, entre su producción, se encuentran más de 40 libros y más de 150 artículos sobre escritores, poetas y varios aspectos de la cultura hispánica.  De sus libros destacan “La  ambigüedad en el Quijote”, el monográfico “Calderón ante la critica: historia y antologia” y “Earth Tones: The Poetry of Pablo Neruda”.
Fue miembro fundador de la North American Catalan Society, la cual presidió entre los años 1984 y 1987. También fue codirector de la “Catalan Review” (1986-2000) y miembro del comité editorial de la revista World Literature Today. 
Publicó cinco volúmenes de poemas. Una selección de la misma la grabó para el archivo PALABRA, de la Biblioteca del Congreso de los EE. UU. En 1984 recibió el grado de comandante de la Orden de Isabel la Católica por la diseminación de la cultura española en los Estados Unidos y en 2015 el premio de la Academia Norteamericana de la Lengua Española. 

## Obras destacadas
- Genio y figura de Amado Nervo (1971)
- Tríptico mexicano: Juan Rulfo, Carlos Fuentes y Salvador Elizondo (1973)
- Puente (1946)
- Ciudad y figuras (1952)
- La paloma azul (1959)
- El sitio del hombre (1965)
- La piedra en la mando (1970)
- Cámara oscura (1972)
- El mundo del más allá (1976)
- Reason in Exile. Essays on catalan Philosophers (1994).
- Breve diario de verano (2001)